# Renault Trucks gamme T
Le Renault Trucks gamme T est un camion Longue distance (Longhaul) fabriqué par Renault Trucks. Il dispose de deux motorisations : un moteur de 11 l de 380 à 460 ch et un moteur de 13 l de 440 à 520 ch. Le modèle T High (grande cabine, photo ci-dessus), digne remplaçant du Magnum, ne dispose que du moteur 13 l de 440, 480 et 520 ch. Le Renault Trucks T est un mixe du Premium et du Magnum pour faire un camion économique en carburant comme le Premium et puissant et confortable comme le Magnum, il est vendu aussi en configuration 6×4 et 6×2.
Présenté le 11 juin 2013 lors d'un show appelé R/Evolution, il répond à la norme Euro 6 qui nécessite un filtre à particules.

## Caractéristiques
Le camion, qui repose sur une base du Volvo FH, existe avec deux types de cabine, toutes de conception française.
La version en cabine basse est pourvue de moteurs Diesel 6-cylindres en ligne à injection directe variant de 380 à 520 ch (avec DTI 11 : 380/430/460 ch et avec le DTI 13 : 440/480/520 ch).
La version à plancher plat, baptisée High Sleeper et qui remplace le Magnum, est pourvue de moteurs Diesel 6-cylindres en ligne à injection directe de 440 à 520 ch (DTI 13 : 440/480/520 ch).

## Récompenses
Le 23 septembre 2014, le Renault Trucks gamme T est élu Camion International de l'Année 2015 lors du salon IAA à Hanovre.